# Niipijärvi
Niipijärvi är en sjö i Kiruna kommun i Lappland och ingår i Torneälvens huvudavrinningsområde. Sjön har en area på 0,85 kvadratkilometer och ligger 396 meter över havet.

## Delavrinningsområde
Niipijärvi ingår i det delavrinningsområde (756050-176997) som SMHI kallar för Utloppet av Niipijärvi. Medelhöjden är 418 meter över havet och ytan är 6,41 kvadratkilometer. Det finns inga avrinningsområden uppströms utan avrinningsområdet är högsta punkten. Vattendraget som avvattnar avrinningsområdet har biflödesordning 4, vilket innebär att vattnet flödar genom totalt 4 vattendrag innan det når havet efter 356 kilometer. Avrinningsområdet består mestadels av skog (75 procent) och sankmarker (11 procent). Avrinningsområdet har 0,85 kvadratkilometer vattenytor vilket ger det en sjöprocent på 13,3 procent.